# Cervecería 100 Montaditos
Cervecería 100 Montaditos é uma cervejaria espanhola cujo menu é baseado em 100 pratos de tapas (montaditos) de produtos diferentes ao custo de 1€. Presentemente conta mais de 100 restaurantes distribuídos por Espanha (a curto prazo também no exterior), no regime de franchising. A original 100 Montaditos abriu em 2001 em Islantilla, na província de Huelva. As franquícias situam-se por toda a Espanha.